# Tavetavävare
Tavetavävare (Ploceus castaneiceps) är en östafrikansk fågel i familjen vävare inom ordningen tättingar.

## Kännetecken

### Utseende
Tavetavävaren är en 14-15 cm lång guldgul vävare. Hanen liknar palmvävaren, men har guldbruna fläckar på nacke och bröst som kontrasterar med det gula (ej orangefärgade) ansiktet. Den skiljer sig från guldvävaren och saffransvävaren genom mörka, ej röda eller ljusa ögon. Honan är mattare, med till skillnad från guldvävarhonan tvåfärgad näbb och mörkt öga.

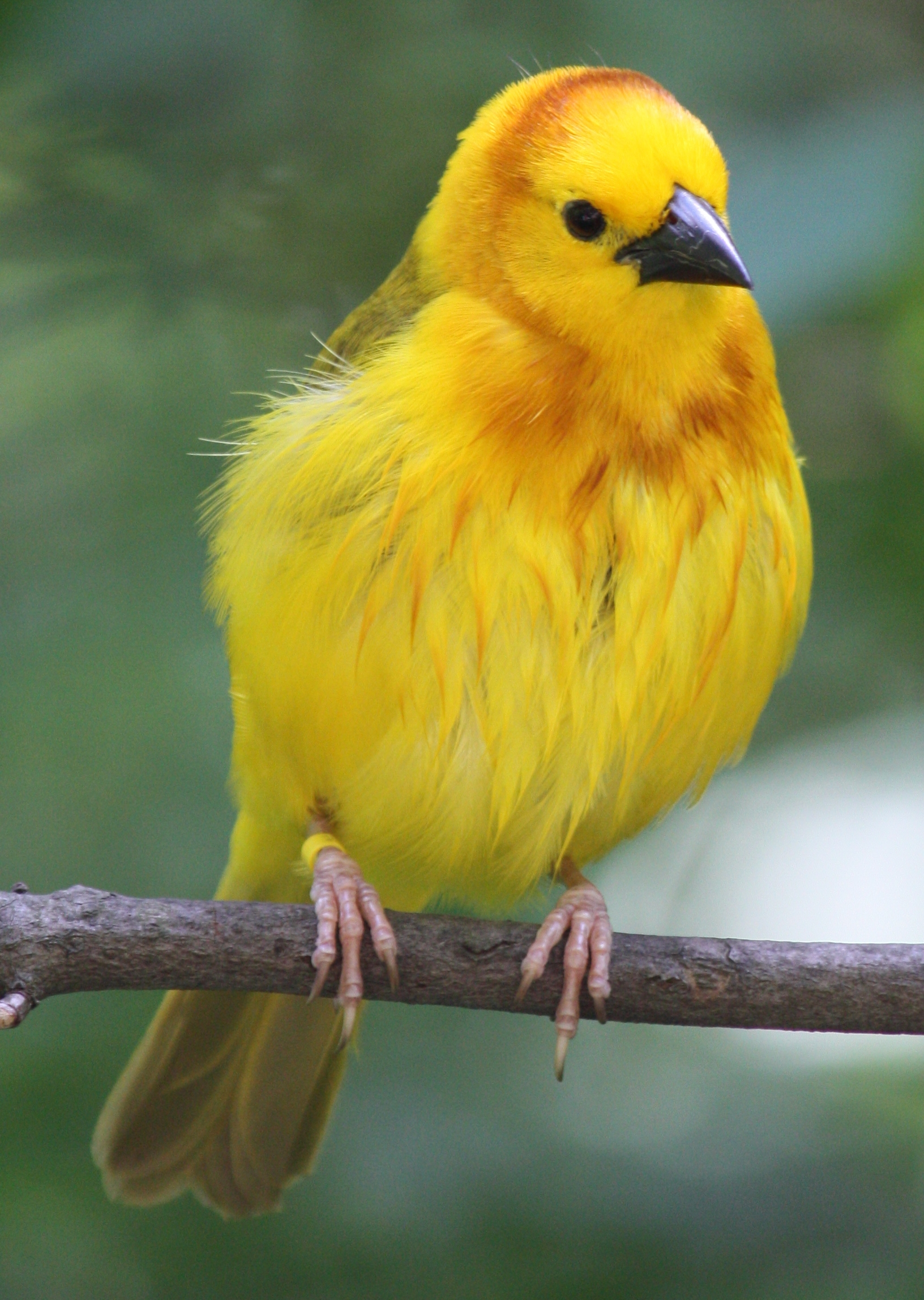
Hane.

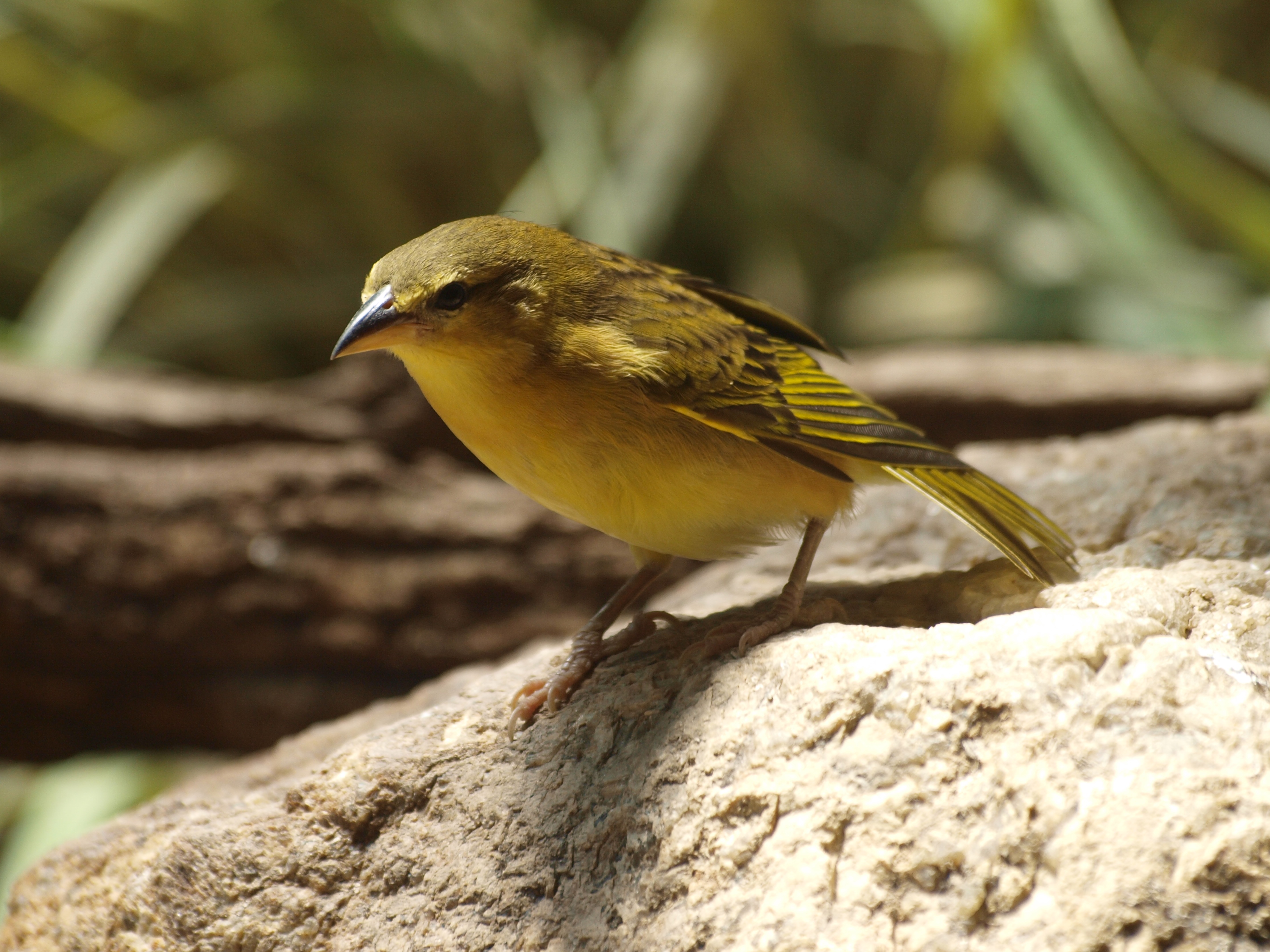
Hona.

### Läten
Sången beskrivs som enkel, hård och omelodisk, i engelsk litteratur återgiven som "cree-er-curee-twee-twee". Från häckningskolonin hörs högljudda tjattrande läten.

## Utbredning och systematik
Tavetavävaren förekommer i sydöstligaste Kenya och nordöstra Tanzania. Tillfälligt har den setts i både Spanien och Storbritannien, men den anses osannolikt att den nått dit på naturlig väg. Den behandlas som monotypisk, det vill säga att den inte delas in i några underarter.

## Levnadssätt
Tavetavävaren ses i buskskog vid flodstränder. Den häckar i stora kolonier ovanför träskmarker och gölar med vävda bon som i stort saknar ingångstunnel. Födan består av frön från bland annat gräs men även majs och insekter som myror.

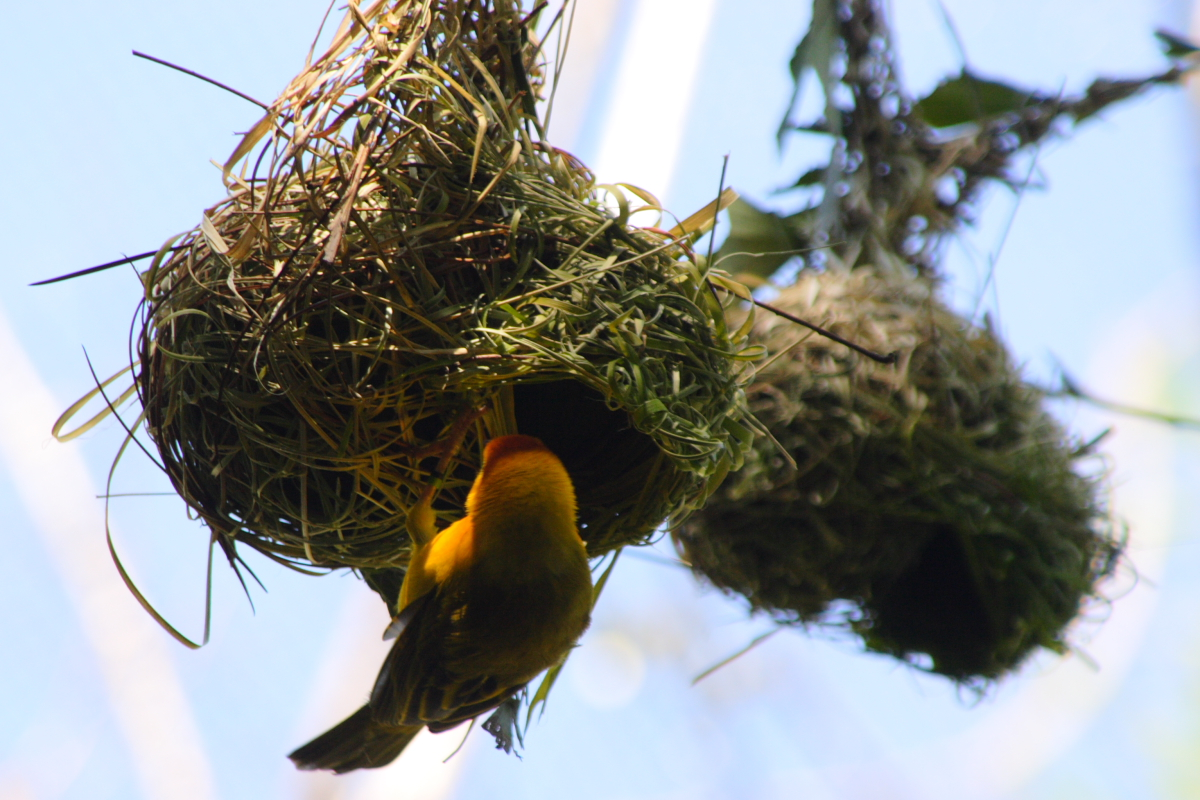
Tavetavävare vid bo.

## Status och hot
Arten har ett stort utbredningsområde och en stor population med stabil utveckling och tros inte vara utsatt för något substantiellt hot. Utifrån dessa kriterier kategoriserar internationella naturvårdsunionen IUCN arten som livskraftig (LC). Världspopulationen har inte uppskattats men den beskrivs som vanlig.

## Namn
Taveta är en stad i Kenya.